# Omran Haydary
Omran Haydary (dari: عمران حیدری, ur. 13 stycznia 1998 w Mazar-i Szarif) – afgański piłkarz występujący na pozycji napastnika w Sūduva Mariampol oraz w reprezentacji Afganistanu.

## Kariera klubowa
Grę w piłkę nożną rozpoczął w wieku 6 lat w klubie MSP '03 z miejscowości Heerlen w południowo-wschodniej Holandii. W 2007 roku przeniósł się do akademii Roda JC Kerkrade. W wieku 15 lat podpisał z tym klubem zawodowy kontrakt i kontynuował grę w zespołach juniorskich. Latem 2017 roku przeszedł do FC Emmen (Eerste Divisie). 15 września 2017 rozegrał pierwszy mecz na poziomie seniorskim przeciwko NEC Nijmegen (1:1). W sezonie 2017/18 zanotował łącznie 15 występów, w których zdobył 4 bramki. W czerwcu 2018 roku rozwiązał za porozumieniem stron swoją umowę i został graczem FC Dordrecht, dla którego rozegrał 16 spotkań i strzelił 2 gole.
Po odejściu z klubu na początku 2019 roku przez pół roku pozostawał bez pracodawcy. W czerwcu 2019 roku na zasadzie wolnego transferu został zawodnikiem Olimpii Grudziądz (I liga). 26 lipca 2019 w debiucie przeciwko Chrobremu Głogów (5:0) uzyskał hat trick.
W latach 2020–2022 był piłkarzem Lechii Gdańsk (Ekstraklasa), z której został wypożyczony do pierwszoligowej Arki Gdynia na początku sezonu 2022/23.
W lipcu 2023 został piłkarzem Torpedo Kutaisi na zasadzie wolnego transferu.

## Kariera reprezentacyjna

### Afganistan U-23
W marcu 2019 roku rozegrał 3 spotkania w kadrze U23 w kwalifikacjach Pucharu Azji U-23, w których pełnił funkcję kapitana zespołu.

### Afganistan
19 sierpnia 2018 zadebiutował w seniorskiej reprezentacji Afganistanu w zremisowanym 0:0 meczu towarzyskim z Palestyną. 7 czerwca 2019 w spotkaniu przeciwko Tadżykistanowi (1:1) zdobył pierwszą bramkę w drużynie narodowej.
Mecze w reprezentacji
| LP  | Data       | Miejsce               | Przeciwnik  | Bramka | Rezultat | Ranga meczu           |
| --- | ---------- | --------------------- | ----------- | ------ | -------- | --------------------- |
| 1.  | 19.08.2018 | Kabul, Afganistan     | Palestyna   | –      | 0:0      | Mecz towarzyski       |
| 2.  | 07.06.2018 | Duszanbe, Tadżykistan | Tadżykistan | 1:0    | 1:1      | Mecz towarzyski       |
| 3.  | 05.09.2019 | Lusajl, Katar         | Katar       | –      | 0:6      | el. MŚ 2022           |
| 4.  | 14.11.2019 | Duszanbe, Tadżykistan | Indie       | –      | 1:1      | el. MŚ 2022           |
| 5.  | 19.11.2019 | Duszanbe, Tadżykistan | Katar       | –      | 0:1      | el. MŚ 2022           |
| 6.  | 29.05.2021 | Dubaj, ZEA            | Singapur    | –      | 1:1      | Mecz towarzyski       |
| 7.  | 03.06.2021 | Ad-Dauha, Katar       | Bangladesz  | –      | 1:1      | el. MŚ 2022           |
| 8.  | 11.06.2021 | Kabul, Afganistan     | Oman        | –      | 1:2      | el. MŚ 2022           |
| 9.  | 01.06.2022 | Ho Chi Minh, Wietnam  | Wietnam     | –      | 0:2      | Mecz towarzyski       |
| 10. | 08.06.2022 | Kalyan, Indie         | Hongkong    | –      | 1:2      | el. Pucharu Azji 2023 |
| 11. | 11.06.2022 | Kalyan, Indie         | Indie       | –      | 1:2      | el. Pucharu Azji 2023 |
| 12. | 14.06.2022 | Kalyan, Indie         | Kambodża    | –      | 2:2      | el. Pucharu Azji 2023 |

## Życie prywatne
Urodził się w 1998 roku w Mazar-i Szarif, jednak jego rodzina na stałe mieszkała w Kabulu. W wieku 2 lat przeniósł się z rodzicami do Heerlen w Holandii. Posiada obywatelstwo afgańskie i holenderskie.